# Geraldine Katt
Geraldine Katt, nata Geraldine Kattnig (Vienna, 4 febbraio 1921 – 9 novembre 1995), è stata un'attrice austriaca.

## Filmografia
- Irene (Das Mädchen Irene), regia di Reinhold Schünzel (1936)
- La canzone del cuore (Die Stimme des Herzens), regia di Karl Heinz Martin (1937)
- Quattro in una jeep (Die Vier im Jeep), regia di Leopold Lindtberg ed Elizabeth Montagu (1951)